# Baikonur (metroul din Almatî)
| STR+l | KDSTeq |

| BHF + HUBaq | uexKBHFe + HUBeq |

| STR | leer |

| BHF + HUBaq | fBHF + HUBeq |

| BHF | leer |

| BHF | leer |

| eBHF | leer |

| BHF | leer |

| BHF | leer |

| KBHFxe + HUBaq | fBHF + HUBeq |

| exBHF | leer |

| exBHF | leer |

| exBHF | leer |

| exBHF | leer |

| exBHF | leer |

| exKBHFe | leer |

| STR+l | KDSTeq |

| BHF + HUBaq | uexKBHFe + HUBeq |

| STR | leer |

| BHF + HUBaq | fBHF + HUBeq |

| BHF | leer |

| BHF | leer |

| eBHF | leer |

| BHF | leer |

| BHF | leer |

| KBHFxe + HUBaq | fBHF + HUBeq |

| exBHF | leer |

| exBHF | leer |

| exBHF | leer |

| exBHF | leer |

| exBHF | leer |

| exKBHFe | leer |

Baikonur  (în limba rusă: Байконур) —  este o stație a metroului din Almatî pe linia 1. Programat pe 16.12.2011.